# Seemless (album)
Seemless – pierwszy album studyjny amerykańskiego zespołu Seemless.
Płytę promował singel „Lay My Burden Down” oraz teledyski do utworów „The Wanderer” (2005) i „Lay My Burden Down” (2006).

## Lista utworów
1. „Intro” – 2:10
2. „Something's Got To Give” – 5:06
3. „The Wanderer” – 3:46
4. „Soft Spoken Sanity” – 4:21
5. „Endless” – 4:36
6. „Haze” – 4:42
7. „The Crisis” – 2:48
8. „Lay My Burden Down	” – 4:27
9. „War / Peace” – 5:58
10. „In My Time Of Need” – 4:43
11. „All Is Not Lost” – 2:13
12. „In This Life” – 5:26

Utwór w reedycji
12. „Maintain” (live) – 4:34

## Twórcy
Członkowie zespołu
- Jesse Leach – śpiew, teksty (na okładce wymieniony jako „Jesse David”)
- Derek Kerswill – perkusja
- Pete Cortese – gitara elektryczna
- Jeff Fultz – gitara basowa

Inni zaangażowani
- Will Sandalls – inżynier dźwięku, produkcja, miksowanie
- Kevin Schuler – gitara basowa, dodatkowy inżynier dźwięku, produkcja
- Dan Chuzmer – asystent inżyniera dźwięku
- Roger Lian – mastering
- Dark Angel Management – menedżment
- The Revered Aaron Michael Pepelis, Bruce Bettis – fotografie
- Joe DiRusso, Linwood Bingham, Matty Yezuita – projekt okładki
- Erick Gonzales – nagrywanie, miksowanie utworu dodatkowego w reedycji

## Opis
W wersji reedycji nie zawarto utworu „Haze”, zaś dołączono piosenkę „Maintain” (live), nagraną w Sirus National Broadcast Studios 11 czerwca 2004.
Mimo że jako członek zespołu został wymieniony Jeff Fultz, partie basu na albumie wykonał Kevin Schuler.